# Jangō Simulation Mahjong-dō 64
Jangō Simulation Mahjong-dō 64 (雀豪シミュレーション麻雀道64) est un jeu vidéo de mah-jong sorti en 1997 sur Nintendo 64 uniquement au Japon. Le jeu a été développé et édité par Video System.